# Office Open XML
Office Open XML (ISO/IEC 29500, nazywany też OOXML, OpenXML) – otwarty standard ISO dokumentów elektronicznych, takich jak dokumenty tekstowe, arkusze kalkulacyjne czy prezentacje multimedialne.
Specyfikacja została opracowana i promowana przez Microsoft. Według firmy głównym celem jest wsteczna zgodność z istniejącymi dokumentami w formatach Microsoft Office oraz pełna obsługa funkcji oferowanych przez ten pakiet.
Według założeń, Office Open XML ma uwzględnić także takie potrzeby, jak:
- automatyczne generowanie dokumentów na podstawie danych biznesowych,
- wydobywanie danych biznesowych z dokumentów przez aplikacje biznesowe,
- uczynienie zastosowań dostępnymi na różnych urządzeniach, także mobilnych,
- utrzymanie i konserwacja dokumentów.

Office Open XML został częściowo zaimplementowany w produktach wchodzących w skład pakietu Microsoft Office 2007, w których jest domyślnym formatem zapisu dokumentów, zastępując zamknięte formaty binarne używane we wcześniejszych wersjach wchodzących w skład pakietu narzędzi. Użytkownicy starszych wersji Microsoft Office mogą zaopatrzyć się w darmowe rozszerzenie pozwalające otwierać i zapisywać dokumenty Office Open XML z poziomu Microsoft Office 2000, XP oraz 2003. W systemie OS X, standard Office Open XML jest dostępny dopiero w najnowszej wersji Microsoft Office 2008 dla OS X, ale nie we wcześniejszych wersjach tego pakietu.
W grudniu 2006 r. specyfikacja Office Open XML została ratyfikowana przez stowarzyszenie firm Ecma International jako standard Ecma-376. 3 kwietnia 2008 w powtórnym głosowaniu został przegłosowany przez ISO jako norma, zaś 9 kwietnia ISO przejęło całkowitą kontrolę nad standardem.

## Reprezentacja dokumentów
Struktura nadrzędna dokumentu opisana jest przez Open Packaging Conventions (OPC) – integralną część specyfikacji ECMA-376.

### Języki znacznikowe
Standard Office Open XML definiuje, w jaki sposób powinny być reprezentowane dokumenty tekstowe, arkusze kalkulacyjne i prezentacje multimedialne. Do opisu dokumentów służą języki znacznikowe, których klasyfikację przedstawiono poniżej.
Główne języki znacznikowe:
- WordprocessingML – używany do opisu dokumentów tekstowych
- SpreadsheetML – używany do opisu arkuszy kalkulacyjnych
- PresentationML – używany do opisu prezentacji multimedialnych

Pomocnicze języki znacznikowe:
- DrawingML – używany do opisu kształtów i innych obiektów graficznych w dokumentach
- VML – pozostawiony dla wstecznej kompatybilności, używany do opisu grafiki wektorowej

Oprócz wymienionych języków, specyfikacja Office Open XML definiuje formaty XML do reprezentacji formuł matematycznych, metadanych i bibliografii, jak również format wspomagający osadzanie w paczkach dokumentów XML o schematach definiowanych przez użytkownika.
Przy projektowaniu schematów XML specyfikacji skupiano się na szybkości ładowania plików i rozbioru logicznego zawartości. Stąd zastosowanie bardzo krótkich nazw często spotykanych znaczników, użycie dat w postaci liczb porządkowych (z zerem w roku 1899 lub 1904). Przykładowo fragmenty tekstu są zawarte między znacznikami r, łączonymi w paragrafy (znaczniki p). Metadane są zapisywane w postaci znaczników Pr (ang. properties). Ten cel nadrzędny skutkuje między innymi większą ilością poziomów hierarchii w przeciętnym dokumencie, inaczej niż w plikach HTML, które są zwykle dość płaskie oraz łatwe do czytania i edycji przez człowieka w postaci źródłowej.

## Office Open XML a inne formaty

### Formaty binarne używane w starszych wersjach pakietu Microsoft Office
Formaty Office Open XML są kompatybilne z binarnymi formatami zapisu dokumentów używanymi w starszych wersjach pakietu Microsoft Office w tym sensie, że są w stanie reprezentować wszystkie ich możliwości. Binarne formaty zapisu są nadal obsługiwane przez Microsoft Office 2007, aczkolwiek rekomendowana jest migracja do formatów Office Open XML.

### Formaty XML używane w pakietach Microsoft Office XP i 2003
Nazwa SpreadsheetML pojawiła się po raz pierwszy w kontekście pakietu Microsoft Office XP i odnosiła się do formatu zapisu arkuszy kalkulacyjnych programu Microsoft Excel w XML. W Microsoft Office 2003 wprowadzono dodatkowo format WordprocessingML, który pozwalał w analogiczny sposób zapisywać dokumenty tekstowe z poziomu programu Microsoft Word. Obydwa formaty mają ograniczoną możliwość reprezentacji dokumentów. SpreadsheetML i WordprocessingML w Office Open XML, choć wywodzą się z nich, są w niewielkim stopniu kompatybilne ze starszymi formatami. Te ostatnie są nadal wspierane w Microsoft Office 2007 w takiej postaci, jak we wcześniejszych wersjach pakietu.

### OpenDocument
Podobnie jak Office Open XML, OpenDocument (w skrócie ODF) jest standardem zapisu dokumentów elektronicznych, takich jak dokumenty tekstowe, arkusze kalkulacyjne i prezentacje multimedialne. Został opracowany przez konsorcjum OASIS i zaimplementowany m.in. w pakietach biurowych OpenOffice.org, KOffice i StarOffice.
Ecma International podkreśla, że pomimo podobieństw, formaty zaproponowane w standardach OpenDocument i Office Open XML zostały opracowane w różnych celach. Standard OpenDocument stanowi propozycję uniwersalnej, modularnej reprezentacji dokumentów tekstowych, arkuszy kalkulacyjnych i prezentacji multimedialnych w ten sposób, by zapewnić m.in. możliwość ich implementacji na wielu platformach i łatwiejszą współpracę z aplikacjami biznesowymi. Chociaż standard Office Open XML osiąga podobne cele, jego głównym zadaniem jest zapewnienie pełnego i wiernego odwzorowania większości istniejących dokumentów stworzonych przy pomocy wcześniejszych wersji produktów z rodziny Microsoft Office.

### XML Paper Specification
Opracowana przez Microsoft specyfikacja XML Paper Specification (w skrócie XPS) określa sposób, w jaki przechowywana jest treść i wygląd dokumentów elektronicznych. Dokumenty XPS i Office Open XML są często mylone ze sobą ze względu na wiele podobieństw, m.in. obydwa wykorzystują koncepcje paczek, składników i relacji zdefiniowanych w OPC oraz w identyczny sposób je implementują, dzięki czemu mogą być przetwarzane tymi samymi metodami. Format dokumentu XPS został jednak opracowany z myślą o reprezentacji przenośnego, trwałego dokumentu elektronicznego przeznaczonego do przeglądania i drukowania, podczas gdy Office Open XML reprezentuje dokumenty o szerszym przeznaczeniu. XPS nie wykorzystuje też języków znacznikowych zdefiniowanych w specyfikacji Office Open XML, lecz podzbiór języka XAML, opracowanego na potrzeby Windows Presentation Foundation.

## Standaryzacja
W grudniu 2005 r. Microsoft zgłosił do Ecma International wniosek o rozpoczęcie procesu standaryzacji schematów dokumentów Office Open XML. 9 innych firm (Apple, Barclays Capital, BP, Biblioteka Brytyjska, Essilor, Intel, NextPage, Statoil ASA oraz Toshiba) poparło inicjatywę i przystąpiło do jej współfinansowania.
Rezultatem tego było powołanie 8 grudnia 2005 r. komitetu technicznego TC45, w skład którego weszli przedstawiciele firm Microsoft, Apple, Canon, Intel, NextPage, Novell, Pioneer, Statoil ASA, Toshiba oraz Biblioteki Kongresu Stanów Zjednoczonych.
Na posiedzeniu Walnego Zgromadzenia 7 grudnia 2006 r. Ecma International zatwierdziła Office Open XML jako standard Ecma-376. Walne zgromadzenie wyraziło również zgodę na zgłoszenie standardu do adopcji w procesie ISO/IEC JTC 1.
We wrześniu 2007 w wyniku głosowania państw członkowskich nie zaakceptowano przyspieszonej procedury standaryzacji, niemniej jednak sprawa ta miała być rozpatrywana ponownie w lutym 2008 w Genewie.
Pięciomiesięczny okres decyzyjny należał do przedstawicieli 104 krajów, w tym 41, którzy są członkami komitetu technicznego ISO/IEC (JTC 1). Oficjalny wynik głosowania: z członków „P” (wymagane poparcie 2/3 członków) – 17 z 32 (53%) poparło format Office Open XML. Z członków „O” (maksymalny dozwolony sprzeciw – 25% głosujących) – 18 z 69 (26%) zagłosowało przeciw OO XML (nie wliczając tu głosów wstrzymujących). Oznacza to, że Office Open XML nie spełnił żadnego z dwóch warunków zostania standardem ISO i przyspieszony proces standaryzacyjny tego formatu został zakończony wynikiem negatywnym.
Ostatecznie, Open XML uzyskując 86% głosów za, przyjęty został 3 kwietnia 2008.

## Licencjonowanie
Specyfikacja Office Open XML udostępniona została do użytku dla wszystkich zainteresowanych stron bez żadnych opłat licencyjnych. Ze względu na obawy, że oprogramowanie wykorzystujące standard na zaproponowanej licencji nie mogłoby być rozpowszechniane na licencji GPL, w listopadzie 2005 r. Microsoft dołączył do postanowień licencyjnych Umowę o Niepozywaniu (ang. Convenant Not to Sue, w skrócie CNS), w której zobowiązał się nie dochodzić własnych praw z patentu w związku z wykorzystaniem Office Open XML przez zainteresowane strony. Na zlecenie, londyńska kancelaria Baker & McKenzie przygotowała analizę i czytelną interpretację proponowanych warunków licencyjnych w czerwcu 2006 r.
W październiku 2006 r. specyfikacja Office Open XML została objęta zapewnieniem Open Specification Promise (w skrócie OSP). Prawa przyznawane przez CNS i OSP są takie same, lecz są wyrażone innym językiem, co w zamierzeniu ma wspomóc interpretację gwarantowanych przez Microsoft praw do wykorzystania Office Open XML.

## Akceptacja rynkowa
Office Open XML (w sensie standardu ISO) został częściowo zaimplementowany w produktach wchodzących w skład pakietu Microsoft Office 2007, w których jest domyślnym formatem zapisu dokumentów. Microsoft udostępnił nieodpłatnie rozszerzenie dla starszych wersji pakietu, Microsoft Office Compatibility Pack for Word, Excel and PowerPoint 2007 File Formats, które pozwala zapisywać i otwierać dokumenty Office Open XML z poziomu Microsoft Office 2000, XP i 2003.
Potencjalna obsługa Office Open XML w innych aplikacjach:
- Corel ogłosił, że do połowy 2007 r. w pakiecie biurowym WordPerfect zostanie zaimplementowane obsługa Office Open XML[16]
- Novell opublikował dodatek do pakietu biurowego OpenOffice.org, pozwalający zapisywać dokumenty tekstowe Office Open XML z poziomu aplikacji OpenOffice.org Writer i planuje włączenie go do pakietu OpenOffice.org wraz z rozszerzeniami zapewniającymi obsługę pozostałych typów dokumentów Office Open XML[17]
- Edytor tekstu TextEdit firmy Apple będzie wspierać możliwość odczytu i zapisu dokumentów tekstowych Office Open XML w nowej wersji OS X o nazwie kodowej „Leopard”[18]
- Datawatch udostępnił możliwość eksportu arkuszy kalkulacyjnych Office Open XML w swoim narzędziu do analizy i drążenia dokumentów z danymi statystycznymi Monarch[19]

## Krytyka
Standard Office Open XML jest przedmiotem szerokiej i zróżnicowanej debaty w środowisku informatycznym. Część uczestników procesu zatwierdzania zasadniczo popiera ewentualną standaryzację w ISO, ale są przeciwni stosowaniu przyspieszonej procedury ISO, zanim nie zostaną rozwiązane techniczne i prawne problemy w specyfikacji. Inni akceptują standard bez żadnych zastrzeżeń, nie analizując dokumentacji. Przy objętości 6000 stron, specyfikacja jest trudna do szybkiej oceny. Jednym z przedmiotów dyskusji jest fakt istnienia wcześniejszego formatu OpenDocument (ISO 26300:6000), którego zakres pokrywa się z nowym Office Open XML. Krytycy sugerują, że Microsoft powinien był wykorzystać zatwierdzony już standard OpenDocument w przyszłych wersjach Microsoft Office, zamiast tworzyć własne rozwiązanie. Niektórzy uważają również, że dwa pokrywające się standardy mogą prowadzić do pomyłek użytkowników, zwłaszcza z powodu podobieństwa nazwy „Office Open XML” do zarówno „OpenDocument”, jak i „OpenOffice”.

### Krytyka ze strony konkurencji oraz środowiska wolnego i otwartego oprogramowania
Do przeciwników standardu zalicza się wiele zróżnicowanych organizacji i osób indywidualnych, w szczególności społeczności wolnego i otwartego oprogramowania, użytkownicy OpenDocument i znaczące firmy informatyczne, jak Sun Microsystems, IBM (wchodzące w skład Komitetu Technicznego ODF) i Google.
Krytyka OOXML dotyczy przede wszystkim
braku otwartości, niedojrzałości
oraz nadużyć w procesie standaryzacyjnym.

### Niepewność prawna
- Zakres licencjonowania patentów obejmuje tylko obowiązkowe części standardu, a nie całość. W szczególności Umowa o Niepozywaniu dotyczy patentów, które „są niezbędne do implementacji obowiązkowych części Specyfikacji, które są opisane szczegółowo, a nie tych, do których występują tylko odwołania.” Również Open Specification Promise Microsoftu chroni tylko jawnie opisane części standardu[25].
- Open Specification Promise nie jest dostępna w innych językach poza angielskim i jest ściśle powiązana z anglosaskim systemem prawnym. Nie była nigdy testowana w sądzie.

Według Microsoftu, analogiczne zatrzeżenia można wysunąć również wobec ODF, przy czym obietnica nieegzekwowania praw patentowych ze strony Sun i IBM jest ograniczona przez klauzulę ważności tak długo, jak firmy te biorą udział w pracach nad tym formatem.

### Krytyka pod względem technicznym
- Uzależnienie od zachowań zdefiniowanych w aplikacji do obsługi ważnej funkcjonalności, która powinna być udokumentowana w standardzie. Na przykład tom 4, sekcja 6.1.2.19 definiuje atrybut „equationxml” elementu „shape” w celu „uzupełnienia wzoru matematycznego przy użyciu składni Office Open XML Math”, jednak „właściwy format tego atrybutu jest definiowany przez aplikację”[21].
- SpreadsheetML przechowuje daty w formacie dziesiętnym jako liczbę dni od początku roku 1900. Ta funkcja nieprawidłowo traktuje 1900 jako rok przestępny w celu zachowania wstecznej zgodności ze starszymi wersjami Microsoft Excel i Lotus 1-2-3[27]. Z jednej strony uniemożliwia to stosowanie dat wcześniejszych niż nieistniejący w kalendarzu gregoriańskim dzień 1900-02-29, a z drugiej ignoruje ISO 8601 – standard zapisu czasu i daty.
- Wykorzystanie DrawingML i VML zamiast SVG oraz nowego formatu do wzorów matematycznych zamiast MathML. MathML i SVG są zalecane przez W3C. VML był rekomendowany jako standard W3C w 1997 roku, ale został odrzucony. Microsoft uznaje go za przestarzały i powinien występować jedynie w plikach skonwertowanych z formatu MS Office WordprocessingML 2003.
- Wewnętrzne niespójności i pominięcia. Na przykład tom 4 sekcja 2.18.4 wymienia style takie jak „apples”, „scaredCat” i „heebieJeebies” (tłum. „jabłka”, „przestraszonyKot” i „mrowienie”), ale nie definiuje jak one wyglądają. Brakuje takich informacji jak wysokość, szerokość, głębia koloru i orientacja[21].
- Niespójny zapis wielkości procentowych. Tom 4, sekcja 2.18.85 używa predefiniowanych symboli (jak „pct15” dla 15%) w skokach co 5 lub 2,5 procenta, sekcja 2.15.1.95 używa dziesiętnej liczby określającej wielkość procentową, sekcja 2.18.97 używa liczby będącej jedną pięćdziesiątą procenta, a sekcja 5.1.12.41 – tysięczną procenta[21].
- Nieelastyczny format zapisu liczb. Na przykład tom 4, sekcja 2.18.66 opisuje format liczb stosowany tylko w kilku krajach i zaprzecza zarówno rekomendacji W3C XSLT, jak też standardowi Unicode ISO 10646[21].
- Niestandardowe, nieelastyczne nazewnictwo formatów papieru. Przykładowo, tom 4, sekcja 3.3.1.61 definiuje atrybut „paperSize”, dla którego wartości od 1 do 68 odpowiadają predefiniowanym standardom arkuszy jak np. A4.[21]
- Niestandardowe kody języków i kolorów[21].
- Nierozszerzalne maski bitowe w definicji niektórych atrybutów. Na przykład tom 4, sekcja 2.8.2.16 „sig (Supported Unicode Subranges and Code Pages)” opisuje element <w:sig>, wszystkie atrybuty którego są maskami bitowymi[21].
- Kompatybilność ze starszymi wersjami oprogramowania zapewniona przy użyciu przestarzałych znaczników. Na przykład tom 4, sekcja 2.15.3.6: „autoSpaceLikeWord95”, „useWord97LineBreakRules”, „useWord2002TableStyleRules” i sekcja 2.15.3.31: „lineWrapLikeWord6” i „suppressTopSpacingWP”[21]. Te elementy powinny wystąpić tylko w dokumentach OOXML skonwertowanych ze starszych wersji Microsoft Office i WordPerfect.
- Błędy w specyfikacji formuł arkusza kalkulacyjnego, potwierdzone przez Microsoft[28].
- Problemy z dostępnością według Uniwersytetu Toronto[29], polegające na braku powiązania pól formularza z ich etykietami, niezdefiniowanej kolejności tabulatora w formularzach i ograniczeniach na użycie alternatywnego tekstu w opisach obiektów.
- SpreadsheetML cechuje się dużą liczbą wewnętrznych zależności, które wymagają wielu zmian w różnych częściach XML, aby jedynie zmienić zawartość jednej komórki. Istnieje też wiele różnych sposobów reprezentacji tych samych semantycznie danych w komórkach[30].
- Konwencje locale (takie jak separator dziesiętny, format daty, zestaw znaków narodowych) są niespójne. Dla przykładu, dokumenty SpreadsheetML są wewnętrznie reprezentowane w locale US English, ale warianty fontów, takie jak pogrubienie („bold”) mogą być określone w dowolnym języku (np. „gras” po francusku), mimo faktu, że specyfikacja nie zawiera listy równorzędnych pojęć w różnych językach[30].

Problemy techniczne i prawne, jak wymienione wyżej były powodem, dla którego organizacja OpenOffice.org w Danii wysłała swoje zastrzeżenia wobec ECMA 376 do duńskiej instytucji standaryzacyjnej (Dansk Standard). Zastrzeżenia zawierały stwierdzenie, że „w specyfikacji istnieje wiele poważnych błędów, samozaprzeczeń, problemów prawnych i zależności od Microsoftu”, a także „możliwość adaptacji do warunków kulturowych i językowych jest utrudniona i uniemożliwia współpracę twórców oprogramowania w celu rozszerzenia”. Jak wynikało z zastrzeżeń, Ecma 376 nie spełnia warunku stabilności niezbędnego do standaryzacji ISO.
W czerwcu 2007 Microsoft opublikował obszerną listę komentarzy z odpowiedziami i wyjaśnieniami do części zgłaszanych zastrzeżeń. W grudniu 2007 ECMA poinformowała, że znaczna część zgłaszanych zastrzeżeń i zostanie uwzględniona w kolejnej propozycji standardyzacjnej zgłaszanej do ISO.
Poprawki dokonane przez ECMA powodują jednak nieuniknione, znaczne różnice między formatem opisanym standardem ISO OOXML a formatem zaimplementowanym w MS Office 2007, powstałym przed dokonaniem jakiegokolwiek publicznie znanego przeglądu proponowanego standardu. Nie jest jasne czy w kolejnej wersji MS Office (2010) producent zdecyduje się obsługiwać wypromowany przez samego siebie standard kosztem utraty wstecznej zgodności z MS Office 2007.
W kwietniu 2008 Microsoft opublikował dodatkowo specyfikacje różnych protokołów mających związek z przetwarzaniem MSOOXML – m.in. protokołów komunikacyjnych Office SharePoint, starych formatów binarnych (DOC, XLS, PPT) oraz XAML.

## Pakiet SDK
Microsoft w kwietniu 2009 roku opublikował kolejną wersję pakietu SDK do manipulacji dokumentów w formacie OpenXML. Pakiet ten ma za zadanie ułatwić tworzenie i edycję plików w formacie OpenXML z poziomu języka programowania (np. C#), automatyzując standardowe operacje jakie zwykle implementować muszą programiści tworzący aplikacje wykorzystujące ten format.